# Beechcraft AQM-37 Jayhawk
El AQM-37 Jayhawk (originalmente designado Beech KD2B) es un blanco aéreo no tripulado supersónico de lanzamiento aéreo, fabricado por Beechcraft, capaz de simular paquetes de ojivas entrantes de ICBM, para ejercicios antiaéreos de la flota.

## Desarrollo

### AQM-37
En 1959, la Armada y la Fuerza Aérea de los Estados Unidos emitieron una solicitud conjunta para un nuevo blanco de alta velocidad desechable. Beechcraft ganó la competición, y el resultado fue un pequeño dron de ala en delta con aletas de punta de ala y motor cohete de propelente líquido, originalmente designado XKD2B-1, pero ahora conocido como el AQM-37. El primer modelo voló en mayo de 1961, entró en servicio con la Armada de los Estados Unidos en 1963, y permanece en servicio.
La versión original fue la AQM-37A o Beech Model 1019. El AQM-37A fue seguido por una confusa lista de subvariantes, algunas de las cuales están todavía en producción, otras fueron modificaciones de AQM-37 existentes. Estas variantes tenían la intención de simular diferentes clases de amenazas, como misiles rozaolas contra buque o misiles de ataque naval de gran altitud, o proporcionar mejores prestaciones. Una variante de altas prestaciones con protección termal mejorada alcanzaba una velocidad de Mach 4,7 y una altitud de más de 112 000 pies (34 km) en trayectoria balística. La variante final de la Armada de los Estados Unidos fue designada AQM-37C.
Tras una evaluación del AQM-37A a finales de los años 60, el Ejército de los Estados Unidos compró un pequeño lote inicial de Model 1100/1101 (AQM-37A) que, a diferencia de otras variantes, eran recuperables, usando un sistema de paracaídas. Algunos ejemplares de este lote fueron destinados a operaciones de baja altitud y estaban equipados con un altímetro de radar, y otros fueron destinados a operaciones de gran altitud y tenían un altímetro barométrico. El Ejército ordenó más tarde más de 400 unidades no recuperables de la variante Model 1102 del AQM-37A.
La USAF evaluó el AQM-37 a principios de los años 70, pero fue lenta en adoptarlo. Los registros de la USAF de adquisiciones del modelo son vagos, pero parece ser que actualmente forman parte del inventario de la Fuerza Aérea. Pequeñas cantidades de AQM-37 fueron vendidas también a Italia, Israel y Francia, mientras que el Reino Unido compró varios cientos del modelo. La compañía Meteor de Italia construyó cierta cantidad de AQM-37 bajo licencia.
Todas las variantes son de lanzamiento aéreo, con la Armada de los Estados Unidos usando tradicionalmente el F-4 Phantom y los británicos, el Canberra. 
Más de 5000 blancos AQM-37 de todas las variantes han sido entregados desde principios de los años 60. El AQM-37C/D está todavía en producción limitada para la Armada de los Estados Unidos.
El motor del AQM-37 es construido por Rocketdyne, aunque en algunas fuentes se acredita a Harley Davidson, el fabricante de motos, lo que parece ser debido a una secuencia de compras de la compañía. El motor usa propelentes líquidos "almacenables", en contraste con los propelentes criogénicos como el oxígeno líquido y el hidrógeno líquido que tenían que ser cargados justo antes del lanzamiento para que no se evaporaran. El problema es que los propelentes almacenables de uso común son corrosivos, altamente tóxicos e "hipergólicos", lo que significa que los propelentes se encendían espontáneamente cuando se mezclaban. Esto hace que sea problemático su manejo.

### AQM-81A Firebolt

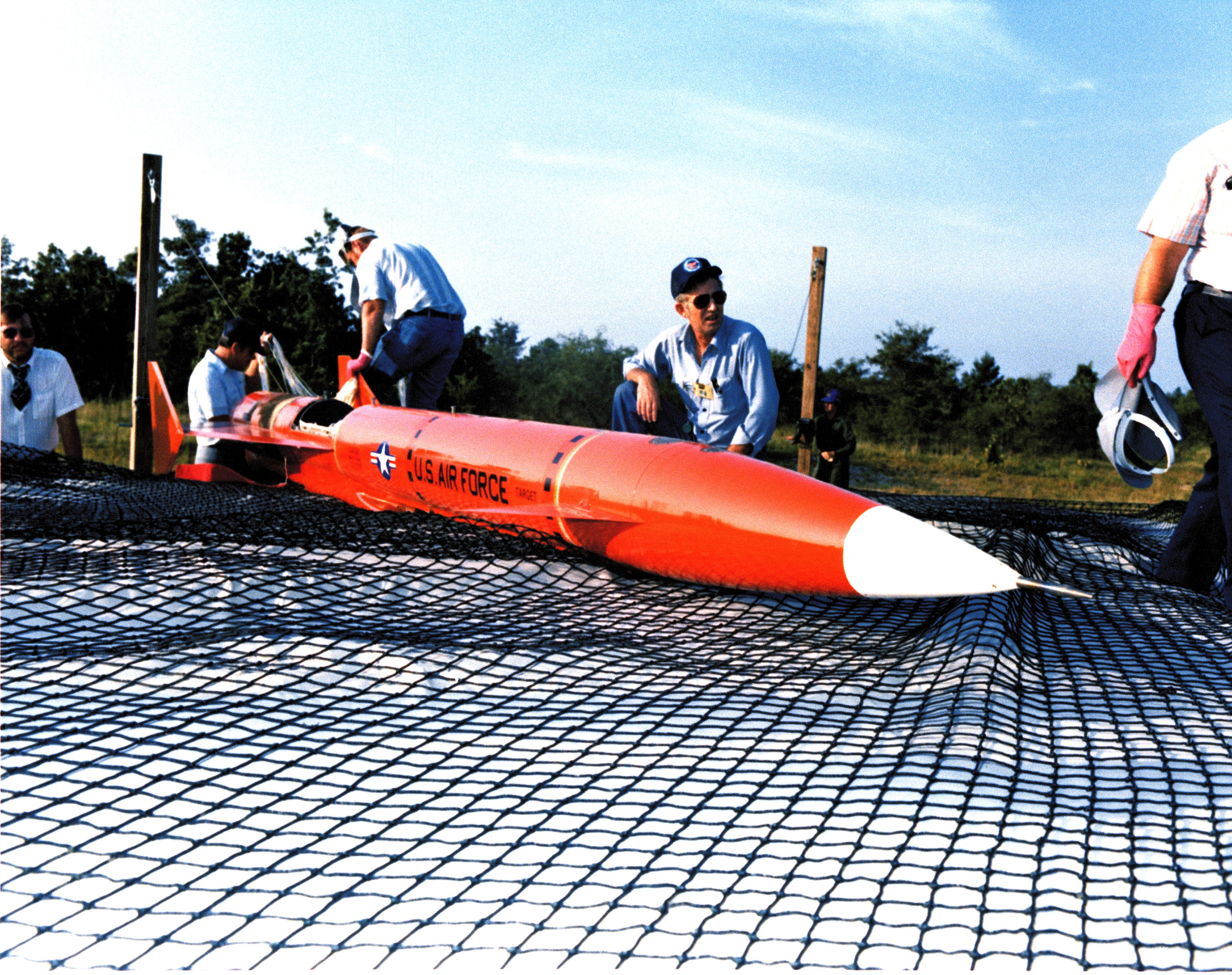
Un blanco no tripulado de alta velocidad y gran altitud (HAHST) AQM-81A Firebolt Model 305.

Como resultado, a finales de los años 60, la Fuerza Aérea investigó un esquema de propulsión alternativo para el AQM-37, bajo el proyecto "Sandpiper" (lavandera). El programa incluyó equipar unos pocos AQM-37A con motores "híbridos" que usaban combustible sólido con oxidante de ácido nítrico almacenable. Las pruebas se juzgaron prometedoras, por lo que la Fuerza Aérea pasó a establecer un programa de "Blanco Supersónico de Gran Altitud" (HAST) en los años 70. El HAST sufrió varias dificultades, y no fue hasta 1979 que se concedió un contrato a Teledyne-Ryan por el Model 305/AQM-81A Firebolt.
El primer Firebolt voló el 13 de junio de 1983, lanzado desde un F-4D Phantom II de la Eglin AFB, Florida. El nuevo blanco se parecía mucho al AQM-37, pero tenía el motor cohete híbrido. El programa de pruebas de vuelo fue completado, pero luego el esfuerzo del HAST se detuvo completamente, y el AQM-81A nunca entró en producción.

## Variantes
Model 1019
Designado AQM-37A por el Ejército de los Estados Unidos.
Model 1072
Variante del Reino Unido.
Shorts Stiletto
El Beech Model 1072 modificado por Shorts, para uso por el Reino Unido.
Model 1088
Variante italiana.
Model 1094
Variante francesa.
Model 1100
Equipado con un paracaídas de recuperación de dos etapas, para el Ejército de los Estados Unidos.
Model 1101
Equipado con un paracaídas de recuperación de dos etapas, para el Ejército de los Estados Unidos.

Model 1102 (AQM-37A)
Versión no recuperable para el Ejército de los Estados Unidos.
XKD2B-1
Prototipo de blanco aéreo.
KD2B-1
Designación de la Armada de los Estados Unidos antes de que se introdujera el sistema conjunto de designación.
Q-12
Designación de la Fuerza Aérea de los Estados Unidos para el KD2B antes de que se introdujera el sistema conjunto de designación.
AQM-37A
Designación del KD2B-1 después de que se introdujera el sistema conjunto de designación.
AQM-37B
No usada oficialmente después de que las órdenes de la Armada de los Estados Unidos fueran cambiadas al AQM-37C.
AQM-37C
Versión de altas prestaciones para la Armada de los Estados Unidos.
AQM-37D
Sistemas eléctricos y aviónica mejorados para una más alta fiabilidad.
Teledyne Ryan AQM-81A Firebolt
Desarrollado para la USAF del AQM-37, introduciendo combustible de cohete sólido con oxidante líquido (RFNA), para rendimiento y seguridad mejorados. Las ofertas de Beechcraft fueron rechazadas por demasiado costosas, así que los contratos de desarrollo fueron otorgados a Teledyne-Ryan.
Teledyne Ryan AQM-81B
Una versión de la Armada de los Estados Unidos que no prosperó.

## Operadores
Estados Unidos
- Armada de los Estados Unidos

 Francia
 Israel
 Italia
 Reino Unido

## Especificaciones (AQM-37C)

### Características generales
- Longitud: 4,3 m (14 ft)
- Envergadura: 1 m (3,3 ft)
- Altura: 0,7 m (2,2 ft)
- Peso cargado: 280 kg (617,1 lb)
- Planta motriz: 1× motor cohete de combustible líquido Rocketdyne LR64-NA-4.
  - Empuje normal: 3,8 kN (385 kgf; 850 lbf) de empuje.

### Rendimiento
- Velocidad nunca excedida (Vne): Mach 4,0
- Alcance: 180 km (97 nmi; 112 mi)
- Techo de vuelo: 30 000 m (98 425 ft)

## Aeronaves relacionadas

### Secuencias de designación
- Secuencia KD_B (Drones de la Armada estadounidense, 1945-1962 (Beechcraft, 1937-1962)): KDB - KD2B
- Secuencia Q-_ (Aeronaves no tripuladas de la USAF, 1948-1962): ← Q-9 - Q-10 - Q-11 - Q-12 - Q-14
- Secuencia __M-_ (Misiles y drones estadounidenses, 1962-presente): ← AQM-34 - AQM-35 - MQM-36 - AQM-37 - AQM-38 - MQM-39 - MQM-40 -- AGM-78 - AGM-79 - AGM-80 - AQM-81 - AIM-82 - AGM-83 - AGM-84/RGM-84/UGM-84 →